# Painkiller (serie televisiva)
Painkiller è una miniserie drammatica statunitense realizzata per Netflix e creata da Micah Fitzerman-Blue e Noah Harpster. La serie di sei episodi, basata sull'articolo del New Yorker di Patrick Radden Keefe "The Family That Built an Empire of Pain" e Pain killer. L'impero dell'inganno e la grande epidemia americana di oppiacei di Barry Meier, si concentra sulla crisi degli oppioidi negli Stati Uniti, con particolare attenzione alla Purdue Pharma, una società di proprietà di Richard Sackler e la sua famiglia, che produce OxyContin. La famiglia Sackler è stata definita la "famiglia più malvagia d'America" e "i peggiori spacciatori di droga della storia".
Painkiller ha debuttato su Netflix il 10 agosto 2023.

## Trama
Alla fine degli anni '90, Edie Flowers, un'ispettrice zelante e determinata dell'ufficio del procuratore distrettuale della Virginia, scoprì le devastazioni dell'Oxycontin, un antidolorifico oppioide prodotto e venduto in massa dalla Purdue Pharma, una società farmaceutica di proprietà del dottor Richard Sackler, medico ed erede di Arthur Sackler, inventore del Valium e innovatore dell'industria farmaceutica. Anni dopo, quando verrà interrogata sulla sua indagine, Flowers rivelerà le strategie di marketing della Purdue Pharma e le bugie elaborate intorno al farmaco che hanno causato la crisi degli oppioidi negli Stati Uniti. Glen Kryger, un meccanico dell'Indiana, è stato una delle vittime: dopo un grave infortunio alla schiena, il suo dolore è stato curato con l'Oxycontin e gradualmente è sprofondato nella dipendenza.

## Produzione
Le riprese ebbero inizio a Toronto nell'aprile 2021 e si conclusero a novembre 2021. La serie è stata diretta da Peter Berg.

## Accoglienza
Su Rotten Tomatoes, il 44% dei 36 critici ha dato alla serie una recensione positiva, con una valutazione media di 6,1/10. Su Metacritic, la serie detiene un punteggio medio ponderato di 59 su 100, basato su 26 critici, indicando "recensioni miste o medie".